# Tournoi de tennis de Santiago
Le Cachantún Cup est un tournoi international de tennis masculin faisant partie de l'ATP Challenger Tour ayant lieu tous les ans au mois de mars à Providencia de 2005 à 2009, puis à Santiago à partir de 2011. Il se joue sur les terrains en terre battue du Club Manquehue à Vitacura.

## Palmarès

### Simple
| Année       | Vainqueur                                          | Finaliste                                          | Score                                              |
| ----------- | -------------------------------------------------- | -------------------------------------------------- | -------------------------------------------------- |
| Providencia |                                                    |                                                    |                                                    |
| 2005        | Tomas Behrend                                      | Adrián García                                      | 7-63, 4-6, 6-2                                     |
| 2006        | Boris Pašanski                                     | Paul Capdeville                                    | 6-2, 7-69                                          |
| 2007        | Martín Vassallo Argüello                           | Fabio Fognini                                      | 1-6, 7-5, 6-4                                      |
| 2008        | Thomaz Bellucci                                    | Eduardo Schwank                                    | 6-3, 3-6, 6-1                                      |
| 2009        | Máximo González                                    | Mariano Zabaleta                                   | 6-4, 6-3                                           |
| 2010        | Non joué à cause du séisme                         | Non joué à cause du séisme                         | Non joué à cause du séisme                         |
| Vitacura    |                                                    |                                                    |                                                    |
| 2011        | Máximo González (2)                                | Éric Prodon                                        | 7-5, 0-6, 6-2                                      |
| 2012        | Paul Capdeville                                    | Antonio Veić                                       | 6-3, 65-7, 6-3                                     |
| 2013        | Facundo Bagnis                                     | Thiemo de Bakker                                   | 7-62, 7-63                                         |
| 2014        | Thiemo de Bakker                                   | James Duckworth                                    | 4-6, 7-610, 6-1                                    |
| 2015        | Facundo Bagnis (2)                                 | Guilherme Clezar                                   | 6-2, 5-7, 6-2                                      |
| 2016        | Facundo Bagnis (3)                                 | Rogério Dutra Silva                                | 63-7, 6-4, 6-3                                     |
| 2017        | Rogério Dutra Silva                                | Nicolás Jarry                                      | 7-5, 6-3                                           |
| 2018        | Marco Cecchinato                                   | Carlos Gómez-Herrera                               | 1-6, 6-1, 6-1                                      |
| 2019        | Hugo Dellien                                       | Wu Tung-lin                                        | 5-7, 7-61, 6-1                                     |
| 2020        | Édition annulée à cause de la pandémie de Covid-19 | Édition annulée à cause de la pandémie de Covid-19 | Édition annulée à cause de la pandémie de Covid-19 |
| 2021_1      | Sebastián Báez                                     | Marcelo Tomás Barrios Vera                         | 6-3, 7-64                                          |
| 2021_2      | Juan Pablo Varillas                                | Sebastián Báez                                     | 6-4, 7-5                                           |
| 2021_3      | Sebastián Báez (2)                                 | Felipe Meligeni Alves                              | 3-6, 7-66, 6-1                                     |
| 2022        | Hugo Dellien (2)                                   | Alejandro Tabilo                                   | 6-3, 4-6, 6-4                                      |

### Double
| Année       | Vainqueurs                                   | Finalistes                                            | Score              |
| ----------- | -------------------------------------------- | ----------------------------------------------------- | ------------------ |
| Providencia |                                              |                                                       |                    |
| 2005        | Giovanni Lapentti Damián Patriarca           | Enzo Artoni Ignacio González King                     | 6-2, 4-6, 6-4      |
| 2006        | Sergio Roitman Máximo González               | Felipe Parada Jorge Aguilar                           | 6-4, 6-3           |
| 2007        | Brian Dabul Marc López                       | Horacio Zeballos Pablo Cuevas                         | 6-2, 3-6, [10-8]   |
| 2008        | Eduardo Schwank Mariano Hood                 | Brian Dabul Jean-Julien Rojer                         | 6-3, 6-3           |
| 2009        | Horacio Zeballos Sebastián Prieto            | Flávio Saretta Rogério Dutra Silva                    | 7-62, 6-2          |
| 2010        | Non joué                                     | Non joué                                              | Non joué           |
| Vitacura    |                                              |                                                       |                    |
| 2011        | Máximo González (2) Horacio Zeballos (2)     | Guillermo Rivera-Aránguiz Cristóbal Saavedra-Corvalán | 6-3, 6-4           |
| 2012        | Paul Capdeville Marcel Felder                | Jorge Aguilar Daniel Garza                            | 63-7, 6-4, [10-7]  |
| 2013        | Marcelo Demoliner João Souza                 | Federico Delbonis Diego Junqueira                     | 7-5, 6-1           |
| 2014        | Cristian Garín Nicolás Jarry                 | Jorge Aguilar Hans Podlipnik-Castillo                 | Forfait            |
| 2015        | Andrés Molteni Guido Pella                   | Andrea Collarini Máximo González                      | 7-67, 3-6, [10-4]  |
| 2016        | Julio Peralta Hans Podlipnik-Castillo        | Facundo Bagnis Máximo González                        | 7-64, 4-6, [10-5]  |
| 2017        | Marcelo Tomás Barrios Vera Nicolás Jarry (2) | Máximo González Andrés Molteni                        | 6-4, 6-3           |
| 2018        | Romain Arneodo Jonathan Eysseric             | Guido Andreozzi Andrés Molteni                        | 7-64, 1-6, [12-10] |
| 2019        | Franco Agamenone Fernando Romboli            | Facundo Argüello Martín Cuevas                        | 7-65, 1-6, [10-6]  |
| 2020        | Édition annulée                              | Édition annulée                                       | Édition annulée    |
| 2021_1      | Luis David Martínez Gonçalo Oliveira         | Rafael Matos Felipe Meligeni Alves                    | 7-5, 6-1           |
| 2021_2      | Diego Hidalgo Nicolás Jarry (3)              | Evan King Max Schnur                                  | 6-3, 5-7, [10-6]   |
| 2021_3      | Evan King Max Schnur                         | Hans Hach Verdugo Miguel Ángel Reyes-Varela           | 3-6, 7-63, [16-14] |
| 2022        | Diego Hidalgo (2) Cristian Rodríguez         | Pedro Cachín Facundo Mena                             | 6-4, 6-4           |